# Verrückte Lust
Verrückte Lust (englisch: Crazy Cock) ist der dritte, wenngleich erst postum publizierte Roman des US-amerikanischen Schriftstellers Henry Miller. Er erschien in deutscher Übersetzung 1993 im Goldmann-Verlag in München.

## Handlung
Tony Bring, ein angehender Schriftsteller, lebt mit seiner Frau Hildred im New York der 1920er Jahre. Während Tony zuhause an seinem Roman schreibt, kellnert Hildred in dem Künstler- und Szenelokal „Caravan“ und versucht dort, auch mit ihren Männerbekanntschaften Geld zu verdienen. Bei der Arbeit lernt Hildred Vanya kennen, und zwischen den beiden kommt es zu einer Liebesaffäre. Diese für Tony unerträgliche Situation scheint sich aufzulösen, als Vanya verschwindet. Kurze Zeit später trifft jedoch ein Brief von ihr ein, in dem sie Hildred bittet, sie aus dem Gewahrsam einer psychiatrischen Anstalt herauszuholen. Das gelingt Hildred nur, indem sie Vanyas Vormundschaft übernimmt. Gegen den Widerstand Tonys lässt Hildred dann ihre Geliebte in die eheliche Wohnung einziehen. Es entwickelt sich eine Dreiecksbeziehung, die für alle Beteiligten belastend ist. Unter anderem verbrennt etwa Tony in einem Wutausbruch das Manuskript seines Romans. Daneben versucht er wiederholt, seine Frau für sich allein zurückzugewinnen. Drogenkonsum, Streit, Selbstmordversuche und psychische Beinahezusammenbrüche bestimmen das Leben der drei, und dementsprechend pessimistisch beurteilt Tony Bring ihre Zukunft am Ende des Romans.

## Biographische Parallelen
„Verrückte Lust“ ist eine wenig verfremdete Darstellung eines Abschnitts von Millers eigener Biographie. Dabei entspricht Tony Bring dem Autor selbst, Hildred seiner Frau June Miller und Vanya deren Geliebter Jean Kronski. In Millers Leben endet die Ménage á trois mit der heimlichen Abreise von Jean und June nach Paris im April 1927 und Junes späterer Rückkehr.

## Entstehung und Publikation
Die Notizen zu Verrückte Lust entstanden in der Zeit, als June Miller und Jean Kronski in Paris waren. June kehrte nach zwei Monaten allein zu Henry Miller zurück, und er begann erst 1928 mit der Niederschrift des Romans. Er verfasste drei unterschiedliche Versionen, änderte den ursprünglichen Titel Lovely Lesbians in Crazy Cock um, überarbeitete das Manuskript mehrmals und entschied sich für ein anderes Ende. Als Miller 1930 auf Junes Wunsch nach Paris abreiste, übergab er ihr das Manuskript, in der Hoffnung, sie könne einen Verleger dafür finden. Nach der Publikation von Wendekreis des Krebses schenkte Miller seinem früheren Werk keine Aufmerksamkeit mehr. Erst 1960 interessierte sich eine Wissenschaftlerin erneut für das Manuskript. Ihr gelang es, June zu überzeugen, das Buch herauszugeben, und so wurde es schließlich an Miller zurückgeschickt. Dieser publizierte es jedoch nicht, sondern sandte es an das Department of Special Collections der University of California, wo es bis zur Publikation durch den Grove-Weidenfeld-Verlag 1991 blieb.
In Deutschland publizierte der Goldmann-Verlag das Buch 1993 übersetzt von Dirk van Gunsteren unter dem Titel Verrückte Lust.

## Kritiken
Einige Presseartikel bescheinigten dem Roman deutliche stilistische Mängel und begründeten dies damit, dass Miller zur Entstehungszeit noch dabei gewesen sei, seine Ausdrucksweise zu finden: „[…] entstanden, als er noch unter Qualen die Kunst des Schreibens übte.“ und
„[…] finden sich in ihm eine Fülle von Stilunsicherheiten, unangemessenen Vergleichen und geschwollenen Ausdrücken bis hin zu ausschweifenden surrealen Sprachbildern […]“.

### Textausgaben
- Henry Miller: Verrückte Lust. Goldmann-Verlag, München 1993, ISBN 3-442-42818-1 (amerikanisches Englisch: Crazy Cock. Übersetzt von Dirk van Gunsteren).
- Henry Miller: Crazy cock. 1. Auflage. Grove-Weidenfeld-Verlag, New York 1991, ISBN 0-8021-1412-1.